# Judgment Day (2005)
Judgment Day (2005) — седьмое в истории шоу Judgment Day, PPV-шоу производства World Wrestling Entertainment (WWE). Он проводился исключительно для рестлеров бренда SmackDown!. Шоу проходило 22 мая 2005 года в «Таргет-центр» в Миннеаполисе, Миннесота, США.

## Результаты
| 1H                                                          | Нунзио победил Акио                                                                     | Одиночный матч                                             | 03:29 |
| 2                                                           | MNM (Джонни Найтро и Джои Меркури) (с) (c Мелиной) победили Хардкор Холли и Чарли Хааса | Командный матч за командное чемпионство WWE                | 08:06 |
| 3                                                           | Карлито (с Мэттом Морганом) победил Биг Шоу                                             | Одиночный матч                                             | 04:41 |
| 4                                                           | Пол Лондон (с) победил Чаво Герреро                                                     | Одиночный матч за титул чемпиона WWE в первом тяжёлом весе | 10:41 |
| 5                                                           | Букер Ти победил Курта Энгла                                                            | Одиночный матч                                             | 14:10 |
| 6                                                           | Орландо Джордан (c) победил Хайденрайха                                                 | Одиночный матч за титул чемпиона Соединённых Штатов WWE    | 4:54  |
| 7                                                           | Рей Мистерио победил Эдди Герреро по дисквалификации                                    | Одиночный матч                                             | 18:30 |
| 8                                                           | Джон Сина (с) победил Джона «Брэдшоу» Лэйфилда                                          | Матч I Quit за титул чемпиона WWE                          | 22:45 |
| H — матч на Sunday Night Heat (c) — чемпион на начало матча |                                                                                         |                                                            |       |